# Hervé Ladsous
Hervé Ladsous, né le 12 avril 1950 à Toulon, est un diplomate français, secrétaire général adjoint aux opérations de maintien de la paix de l'ONU de 2011 à 2016.

## Biographie

### Famille et études
Fils d'un officier de la Marine nationale, Hervé Ladsous effectue une partie de sa scolarité à l'étranger, notamment à Oran et Tananarive, où il passe son baccalauréat.
Il est diplômé en chinois et malais-indonésien de l'École nationale des langues orientales vivantes (1970) et d'une licence en droit public à l'université de Paris.

### Carrière diplomatique

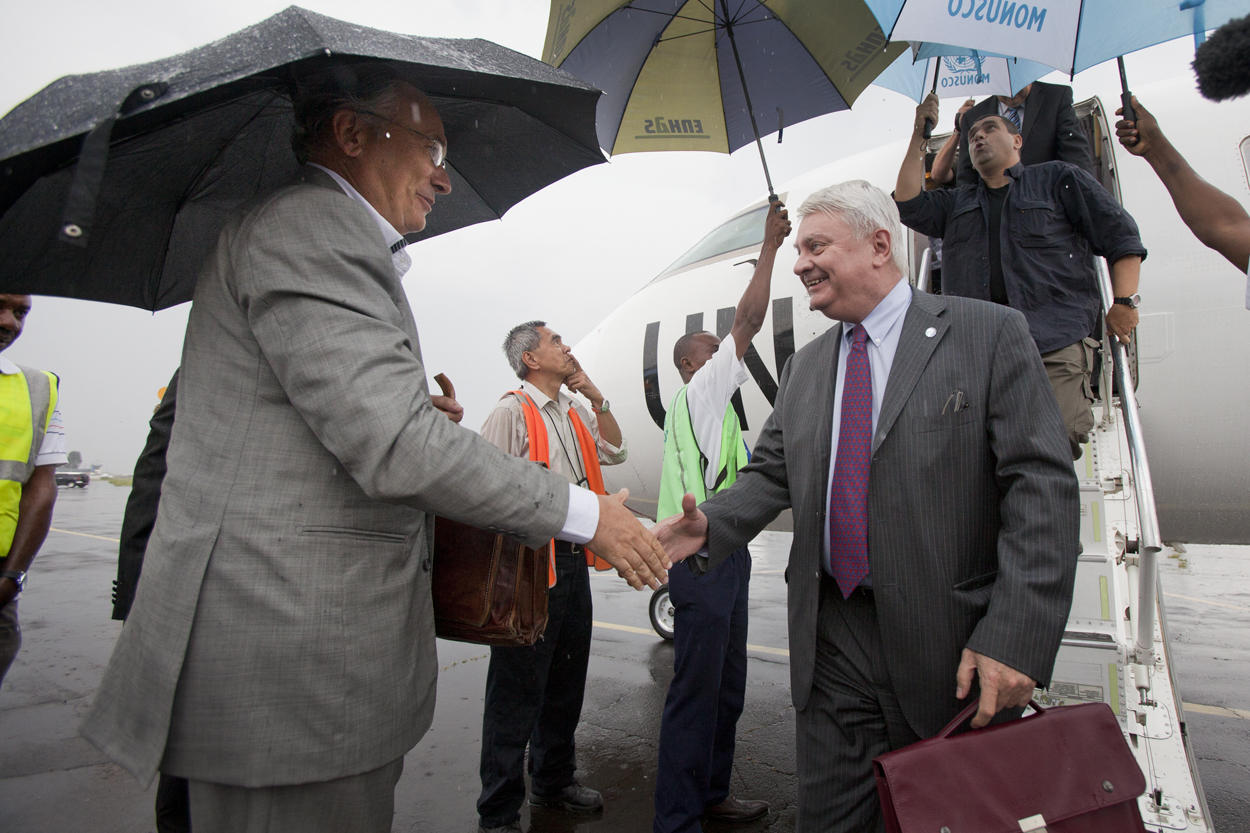
Hervé Ladsous à Goma en 2012.

Hervé Ladsous est affecté après son entrée au quai d'Orsay comme consul-adjoint au Consulat général de France à Hong Kong (1972-1974), conseiller d'ambassade à Canberra (1981-1983), à Pékin (1983-1986), à la représentation française auprès des Nations unies à Genève, chargé d'affaires à Port-au-Prince puis « numéro 2 » à la représentation française auprès des Nations unies à New York.
Il est ambassadeur de France en Indonésie de 2001 à 2003, ainsi qu'en Timor oriental de 2002 à 2003. Il est ensuite porte-parole du ministère des Affaires étrangères de 2003 à 2006 et ambassadeur de France en Chine de 2006 à 2010. 
Hervé Ladsous est directeur de cabinet des ministres des Affaires étrangères Michèle Alliot-Marie puis Alain Juppé du 24 novembre 2010 au 2 septembre 2011, date à laquelle le secrétaire général des Nations unies, Ban Ki-moon, annonce sa nomination au poste de secrétaire général adjoint aux opérations de maintien de la paix de l'ONU, en remplacement d'Alain Le Roy. Il est élevé à la dignité d'ambassadeur de France le 29 septembre 2011.
En avril 2018, ayant pris sa retraite de fonctionnaire, il est nommé par Michaëlle Jean conseiller spécial de la secrétaire générale de l'Organisation internationale de la francophonie, en remplacement du diplomate canadien Jacques Bilodeau. 

### Parcours politique
Hervé Ladsous se présente aux élections municipales de 2020 à Saint Geniez d'Olt et d'Aubrac, où son père a longtemps été élu. La liste qu'il conduit est battue au premier tour avec 40,06 % des suffrages exprimés. Il siège au conseil municipal et au conseil communautaire de la communauté de communes Des Causses à l'Aubrac.

## Décorations
- Officier de la Légion d'honneur (2009) ; chevalier en 2000[12].
- Commandeur de l'ordre national du Mérite (2014) ; officier en 2007[13].
- Grand cordon de l'ordre du Soleil levant (2019)[14].